# Melicerona
Melicerona là một chi ốc biển, là động vật thân mềm chân bụng sống ở biển trong họ Cypraeidae, họ ốc sứ

## Các loài
Các loài thuộc chi Melicerona bao gồm:
- Melicerona felina (Gmelin, 1791)